# Münsbach
Münsbach är en ort i Luxemburg.   Den ligger i distriktet Luxemburg, i den centrala delen av landet, 10 km öster om huvudstaden Luxemburg. Münsbach ligger 254 meter över havet och antalet invånare är 585.
Terrängen runt Münsbach är huvudsakligen platt, men söderut är den kuperad.  Runt Münsbach är det ganska tätbefolkat, med 230 invånare per kvadratkilometer.. Närmaste större samhälle är Luxemburg, 10,1 km väster om Münsbach. 
Omgivningarna runt Münsbach är en mosaik av jordbruksmark och naturlig växtlighet.